# Лесная соня
Лесна́я со́ня (лат. Dryomys nitedula) — вид грызунов из семейства соневых (Gliridae).

## Внешний вид
Животные небольшого размера: длина тела — до 11,5 см, хвоста — до 10 см. Масса тела 30—40 г. Окраска тела обычно серовато-охристая, однако достаточно сильно варьирует в различных частях ареала. Так, в Европейской части России с севера на юг окраска лесной сони становится светлее — буроватые тона сменяются жёлтыми и серыми, отчётливее становится граница между окраской верхней и нижней сторон тела. В Закавказье, Апеннинах, Альпах и на севере Балканского полуострова окраска сонь преимущественно серая. Окраска нижней стороны тела — от сероватого до белого.
Хвост пушистый, тёмно-серого цвета. В коже хвоста присутствует большое количество кровеносных сосудов. В случае опасности шерсть на хвосте встаёт торчком, а стержень хвоста приобретает тёмно-розовый цвет.
На мордочке от носа к уху проходит полоса тёмного меха. Вибриссы очень подвижные и длинные — длина до 20 % длины тела. Около ушей есть мех, который защищает от попадания воды в ухо.

## Распространение

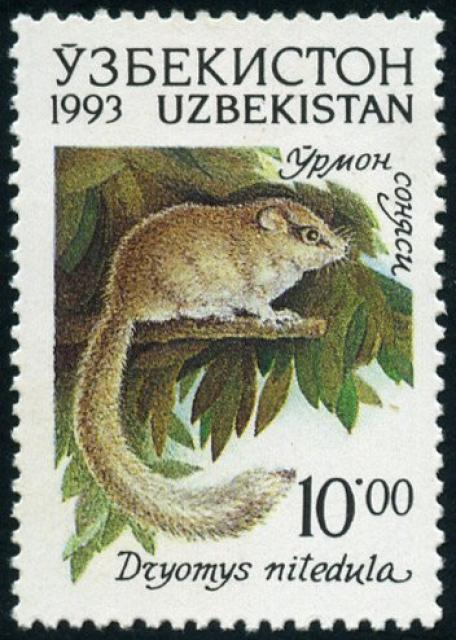
Почтовая марка Узбекистана 1993 года.

В Европе ареал лесной сони приурочен к ареалу дуба. В Закавказье и Азии лесная соня связана с различными типами лесов. Западная граница ареала — северный склон Альп. В Южной Европе ареал лесной сони включает весь Балканский полуостров и материковую часть Греции. На Апеннинском полуострове лесная соня встречается только в Калабрийских горах. В Восточной Европе встречается практически повсеместно, кроме севера Польши. На Украине отсутствует в причерноморских районах. Также отсутствует и в Крыму. Известны отдельные популяции в Малой Азии, Иране, Туркменистане, на севере Пакистана, Афганистана, на западе Китая. Восточная граница ареала — западный склон Монгольского Алтая.
На территории России лесная соня распространена на север до Тверской области и юго-запада Кировской области в Поволжье. Граница ареала лесной сони в Европейской части России проходит по правому берегу Дона. На Северном Кавказе соня распространена начиная от бассейна реки Кубань и далее на юг, захватывая почти весь Кавказский регион.

## Образ жизни и питание
Основное место обитания лесной сони — широколиственные леса. Основу питания составляют жёлуди, липовые и буковые орешки, косточки яблок. Из животных кормов питается различными насекомыми.